# Луговой, Владимир Моисеевич
Владимир Моисеевич Луговой (21 июля 1940, Москва, СССР — 10 июля 2006, Москва, Россия) — русский советский поэт. Широкой публике известен как автор текстов кавер-версий зарубежных поп-хитов, исполнявшихся группой «Весёлые ребята». Также является автором слов к популярной песне «Проснись и пой», которая была написана для одноимённого спектакля Театра Сатиры, а позже прозвучала в кинофильме «Джентльмены удачи». Луговой выступал также как детский писатель.

## Биография
Владимир Луговой родился 21 июля 1940 года в Москве. Родители — Моисей Владимирович (Насонович) Луговой  (1912—1997), инженер; Софья Михайловна Богданова (1912—2003), домохозяйка.
Проживал в Москве. Учился в Институте иностранных языков им. Мориса Тореза на отделении итальянского языка (факультет переводчиков). Был отчислен с 4-го курса.
Был неоднократно женат, от первого брака (с Миловановой Ираидой Ивановной, р. 1939) имеется дочь Луговая Ирина Владимировна (р. 1962). Работал в шоу-бизнесе, на телевидении (телепередачи советских времён «С добрым утром», «Наши соседи», репризы для «Кабачка 13 стульев»), на эстраде, много гастролировал по стране, в частности, многократно выезжал на БАМ в составе агитбригад.
Умер 10 июля 2006 года, похоронен в Москве на Головинском кладбище.

## Песни
Автор русских текстов для популярных зарубежных композиций. Тексты не являются переводами оригинальных песен, а представляют собой самостоятельные стихотворные произведения. В скобках приведены иностранные авторы оригинальных текстов песен.
- «Проснись и пой» (Л. Мондрус), музыка Геннадия Гладкова
- «В последний раз» (Porque te vas) (Хосе Луис Пералес), исполняет Людмила Барыкина
- «Уходило лето» (Soja/О’Brien-Docker), исполняет Людмила Барыкина
- «Урок сольфеджио» (Йоргос Кациопанасис), исполняет ВИА "Синяя птица"
- «Никогда не поверю» (Bjorklund/Forsey/Jay)
- «Нет, я не жду» (A. Silson)
- «Что ты хочешь мне сказать» (W. Theunissen)
- «Доброте предела нет» (R. Glover/E. Hardin)
- «Встану до рассвета» (Доменико Модуньо)
- «Эта осень» (музыка Геннадия Гладкова), исполняют Нани Брегвадзе, братья Мищуки
- «22+28» (музыка В. Добрынина), исполняет Алла Пугачёва
- «Песня Деда Мороза» (на пластинке «Песня Волшебника»), из т/ф «Новогодние приключения Маши и Вити» (музыка Геннадия Гладкова) — исполняют Игорь Ефимов (в фильме), Всеволод Абдулов (на пластинке)
- «Дикие гитары», из т/ф «Новогодние приключения Маши и Вити» (музыка Геннадия Гладкова), исполняют Михаил Боярский, Валентина Кособуцкая (в фильме; на пластинке — Валентина Игнатьева), Георгий Штиль (в фильме; на пластинке — Геннадий Гладков)
- «Первая песня Бабы-Яги» (Мне нравятся птички и рыбки), из т/ф «Новогодние приключения Маши и Вити» (музыка Геннадия Гладкова) — исполняют Валентина Кособуцкая (в фильме), Валентина Игнатьева (на пластинке)
- «Вторая песня Бабы-Яги», из т/ф «Новогодние приключения Маши и Вити» (Кипи, вода, гуди, очаг!..) (музыка Геннадия Гладкова) — исполняют Валентина Кособуцкая (в фильме), Валентина Игнатьева (на пластинке)
- «Песня Лешего», из т/ф «Новогодние приключения Маши и Вити» (музыка Геннадия Гладкова) — исполняют Георгий Штиль (в фильме), Геннадий Гладков (на пластинке)
- «Песня кота Матвея», из т/ф «Новогодние приключения Маши и Вити» (музыка Геннадия Гладкова) — исполняет Михаил Боярский
- «Песня Кощея», из т/ф «Новогодние приключения Маши и Вити» (музыка Геннадия Гладкова) — исполняют Николай Боярский (в фильме), Александр Градский (на пластинке)
- «Погоня за Машей и Витей» (Не летать тебе на воле), из т/ф «Новогодние приключения Маши и Вити» (музыка Геннадия Гладкова) — исполняют Михаил Боярский, Валентина Кособуцкая (в фильме; на пластинке — Валентина Игнатьева) и Георгий Штиль (на пластинке — Геннадий Гладков)

## Тексты песен к фильмам
- Джентльмены удачи
- Новогодние приключения Маши и Вити

## Книги
- «Колесо смеха: Веселые стихи для детей». М.: Детская литература, 1965 г. 64 стр.
- «Вышгород» (стихотворения). М.: Молодая гвардия, 1968.

## Награды
- В 1968 году был отмечен среди лучших переводчиков в конкурсе СП СССР на лучший перевод стихотворения Н. Бараташвили "Мерани". Среди участников конкурса - Б.Ахмадулина, Б. Пастернак, М. Лозинский, Ю. Ряшенцев и др. Ни первая, ни вторая премии присуждены не были. Поощрительных премий удостоились следующие переводы: под девизом «Сакартвело» — Б. Ахмадулиной, «Черный хрусталь» — В. Липко, «Встречный» — В. Лугового, «Кавказский пленник» — Ю. Ряшенцева, «Поэзия» — Е. Винокурова. Двухтысячным тиражом издательство «Мерани» выпустило бюллетень с текстами пяти названных переводов[источник не указан 726 дней].
- В 1976 году был удостоен премии «Золотой телёнок» «Литературной Газеты» («Клуба 12 стульев»).